# Ново-Валаамский монастырь
Валаа́мский Спа́со-Преображе́нский монастырь (фин. Valamon Kristuksen kirkastumisen luostari или Новый Валаа́м, фин. Uusi-Valamo) — православный мужской монастырь Куопиоской и Карельской митрополии Финляндской архиепископии Константинопольского патриархата. Расположен в бывшей усадьбе Папинниеми в Хейнявеси в Финляндии.

## История
В 1939 году, в период советско-финляндской войны, когда из Валаамского монастыря эвакуировались около 190 монахов, был начат проект создания новой православной обители в Восточной Финляндии.
24 июля 1940 года руководство эвакуированного валаамского братства оформило покупку усадьбы XIX века «Папинниеми», принадлежавшей Юрьё Саастомойнену и расположенной в сельской местности Хейнявеси, а выбор места был обусловлен обнаружением в главном здании усадьбы небольшой иконы святых Сергия и Германа Валаамских. Впоследствии новый монастырь получил название «Ново-Валаамский» или «Новый Валаам».
Позднее в состав Ново-Валаамского братства влилась монашеская община эвакуированного Печенгского монастыря (настоятель которого игумен Паисий (Рябов) был арестован советскими спецслужбами и 12 декабря 1940 года расстрелян). В 1956 году в монастырь переселились монахи Коневского монастыря, привезя с собой чудотворную Коневскую икону Божией Матери. В настоящее время она вместе с чудотворной Валаамской иконой Богоматери (иконописец — иеромонах Алипий (Константинов)) находится в каменном Преображенском соборе обители.
После окончания Второй мировой войны митрополит Ленинградский и Новгородский Григорий (Чуков) воссоединил валаамскую братию, включив обитель в юрисдикцию Московского патриархата. В 1957 году Русская православная церковь вернула монастырь в духовное и административное подчинение Финляндской архиепископии, а часть братии, не принявших введение в монастыре григорианского календаря, получив разрешение, переехала в Псково-Печерский монастырь.
В 1977 году в связи с празднованием 800-летия православия в Финляндии в монастыре по проекту архитектора Ивана Кудрявцева был построен каменный Преображенский собор.
В 1984 году в монастыре был возведён культурный центр, объединивший помещения монастырской библиотеки и архива, конференц-зал, а также центр по реставрации икон и произведений живописи. С 19 по 27 июня 1988 года здесь проводилась пятая пленарная сессия Смешанной международной комиссии по богословскому диалогу, её темой стало обсуждение вопроса «Таинство священства в таинственной структуре Церкви, в частности важность апостольского преемства для освящения и единства народа Божия».
В 1989 году рядом с Преображенским собором было возведено здание Валаамского народного училища.
В 1997 году на берегу озера, у монастырской пристани, построена и освящена часовня во имя святителя Николая Чудотворца, а на другом берегу бухты устроено братское кладбище, где в 1979 году была возведена часовня в карельском стиле в честь святого преподобного Германа Аляскинского. На монастырском кладбище помимо братии Ново-Валаамского монастыря погребены также насельники и насельницы Коневского, Печенгского и Линтульского женского монастырей. Летом 2006 года рядом с оградой кладбища была построена и освящена часовня во имя святого Иоанна Крестителя.

## Современное положение

### Храмы
Старый храм

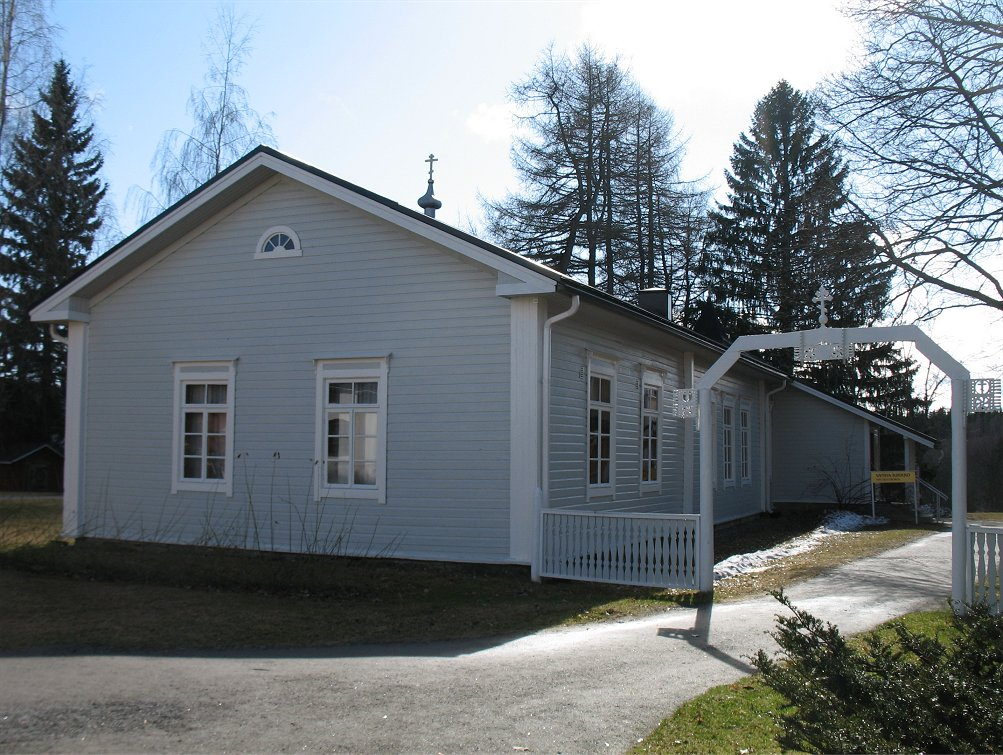
Здание «старой церкви»

В 1940-х годах из двух переоборудованных амбаров была устроена деревянная Преображенская церковь. В ней совершались все ежедневные богослужения. После постройки в 1977 году нового каменного храма, этот храм стали называть «старым храмом». В настоящее время он посвящен всем святым, на Валааме просиявшим, и используется монахами только в летнее время. В убранстве этого храма были использованы иконы и утварь, вывезенные с Валаама: иконы нижнего ряда иконостаса первоначально находились в трапезной церкви Валаамского монастыря, иконы второго яруса — из праздничного ряда иконостаса главного храма, а царские врата — из нижнего храма Валаамского монастыря. Игуменское кресло, находящееся в настоящее время слева перед иконостасом, было изготовлено в 1869 году для игумена Дамаскина (Кононова).
Новый храм

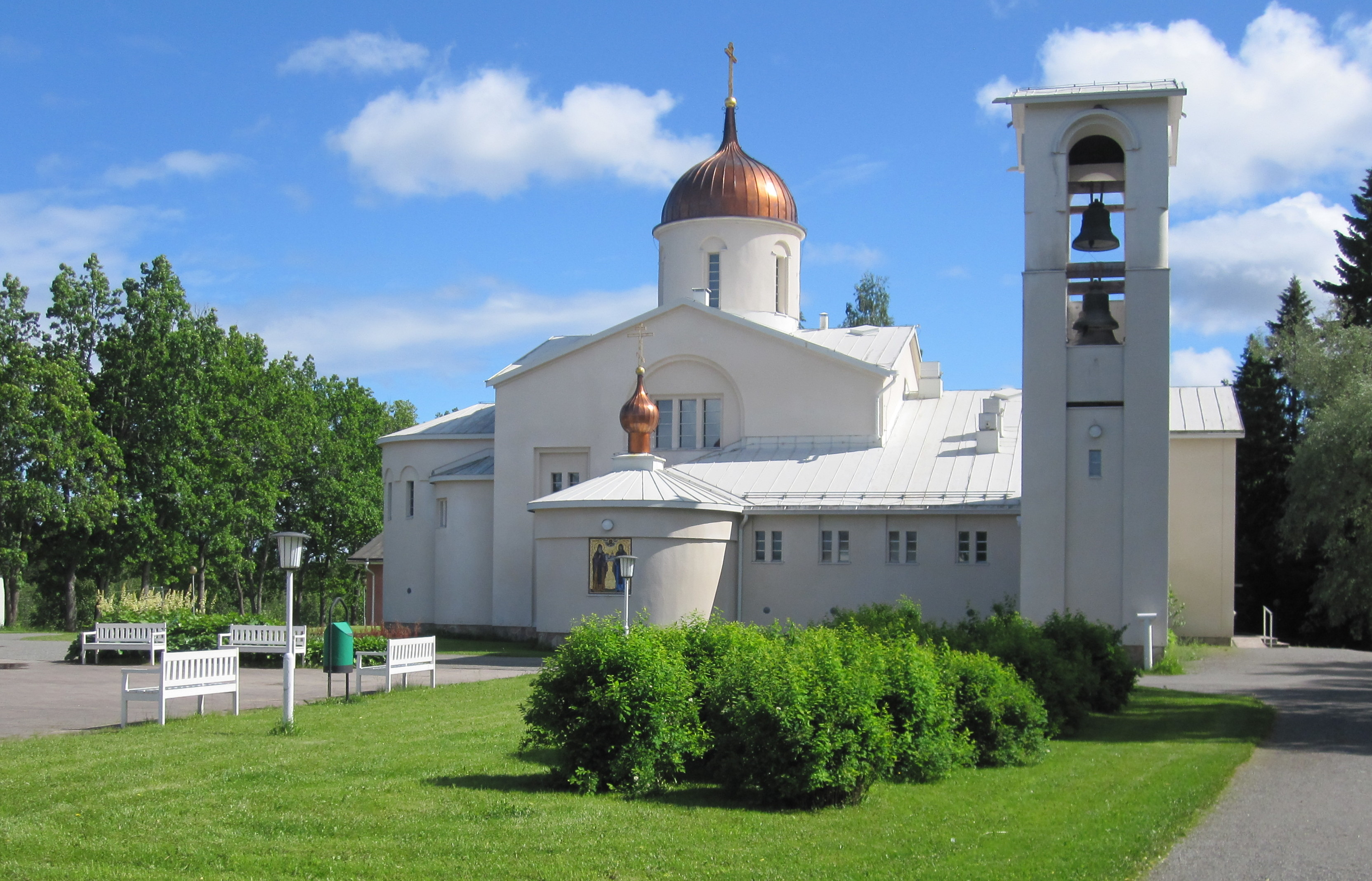
Преображенский собор

5 июня 1977 года в монастыре был освящён новый каменный Преображенский собор, построенный по проекту архитектора И. Н. Кудрявцева в новгородском стиле. На храмовой колокольне находятся 14 колоколов, привезённых со старого Валаама. Большая часть икон храма также происходят со старого Валаама. Старые иконы в основном XVIII—XIX веков, однако есть и созданные в новейшее время.
Слева перед солеёй находится чудотворная Валаамская икона Божией Матери, в которую вложена частица хитона Пресвятой Богородицы. Справа — чудотворная Коневская икона Божией Матери, которая, по преданию, была принесена преподобным Арсением Коневским со Святой Горы Афон в XIV веке. Этот образ находился в Коневском монастыре вплоть до 1956 года, когда его братия перешла в Новый Валаам. Возраст иконы точно не известен, однако по приблизительным оценкам икона относится к XIV веку.
При главном храме находится зимний храм, освящённый в честь преподобных Сергия и Германа Валаамских. В иконостасе храма, сооруженного в стиле XVI и XVII веков, находятся старые и более новые иконы. Самые новые иконы написаны учениками русского иконописца архимандрита Зинона (Теодора). Фреска «Деисус» над иконостасом написана совместно архимандритами Зиноном и Арсением (Хейккиненом).

### Жизнь обители

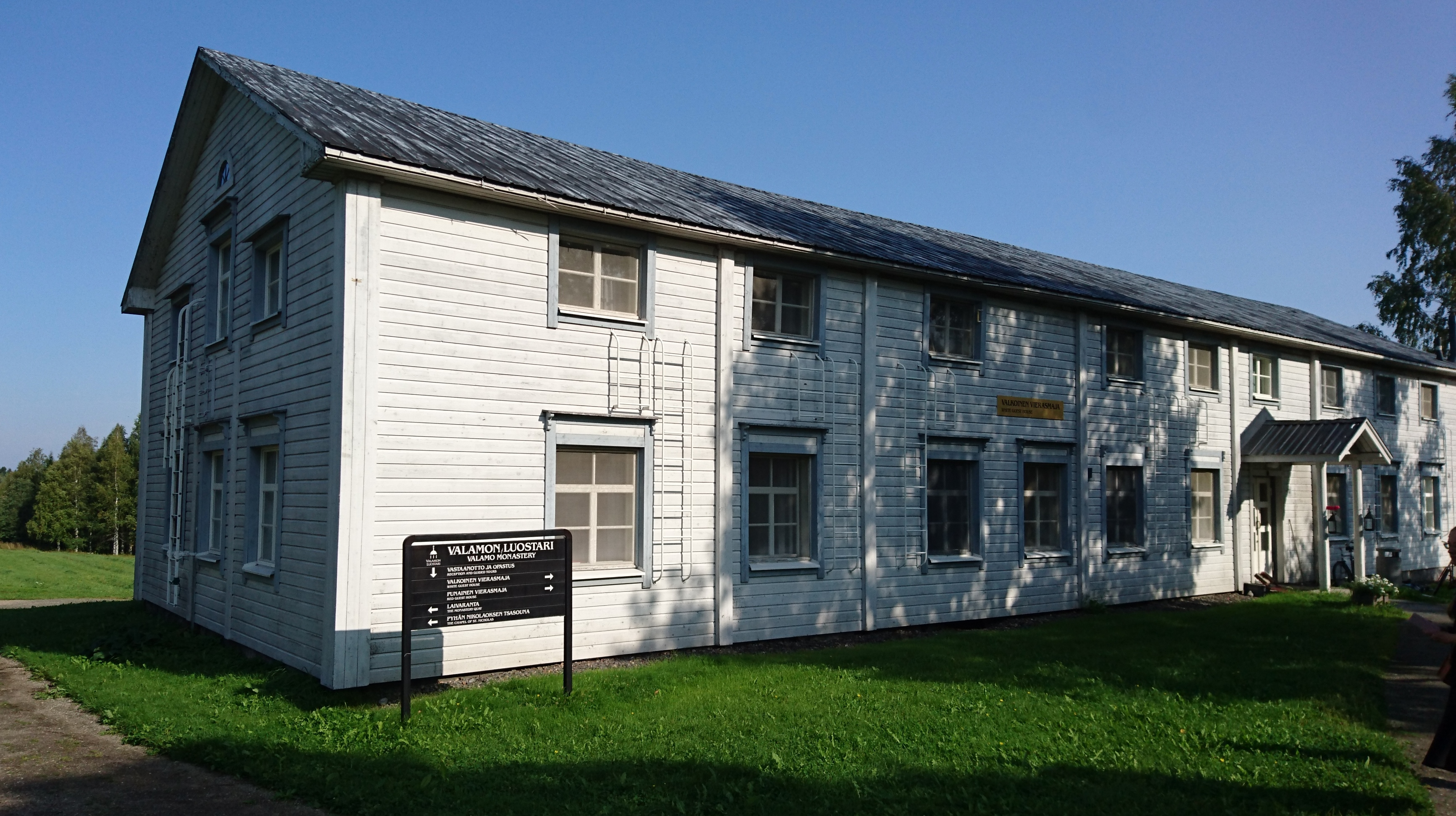
Гостевой дом

В настоящее время в братии монастыря состоят несколько человек, являющихся этническими финнами. Богослужения в монастыре совершаются по новому григорианскому календарю (включая празднование Пасхи). Основным источником дохода для монастыря являются туризм и ретрит. Для этих целей на территории обители возведена гостиница, а также приспособлены для приёма гостей некоторые старые здания усадьбы.
Дополнительный доход монастырю приносит производство столового вина и изготовление виски на основе ячменного солода. При этом, по новому законодательству 2019 года, красное вино, произведённое в самом монастыре, обитель должна заказывать у государственного винного монополиста Alko, а сам напиток — проделывать сотни километров, чтобы быть использованным для совершения богослужений.
В 2012 году, в связи с возросшим интересом к Новому Валааму со стороны российских туристов, руководство монастыря для централизации туристических потоков заключило договор с российской паломнической службой «Радонеж». В год обитель посещает до 15 тысяч паломников из России, что составляет 1/7 всех посетителей, а гильдией финских журналистов, пишущих о туризме, монастырь признан лучшим туристическим объектом Финляндии 2012 года. На 2013 год монастырь предоставлял 33 рабочие ставки для гражданского населения.
9 ноября 2011 года решением архиепископа Карельского Льва (Макконена) многолетний настоятель монастыря архимандрит Сергий (Раяполви) (1997—2011) был отстранён от исполнения своих обязанностей, а временным управляющим обителью назначен епископ Йоэнсуйский Арсений (Хейккинен). 8 ноября 2012 года заместитель канцлера юстиции Финляндии Микко Пуумалайнен вынес замечание архиепископу Льву, который, согласно закону, не имел права единолично отстранять от должности настоятеля Валаамского монастыря, пост которого является пожизненным. 22 ноября архиепископ Лев восстановил архимандрита Сергия в должности настоятеля обители.
В 2019 году монастырь оказался в центре внимания общественности в связи с уголовным делом по отношению к паре из Куопио, которая в ходе выставки-продажи Via Finlandia, проходившей в монастыре, продавала поддельные произведения искусства. Сам монастырь отрицает свою причастность к упомянутой афере.
В 2019 году обитель вошла в десятку самых посещаемых туристами церквей Финляндии.
В марте 2020 года впервые за последние 50 лет монастырь был закрыт для посещения в связи с коронавирусной инфекцией COVID-19.

## Пожары

### Дом настоятеля

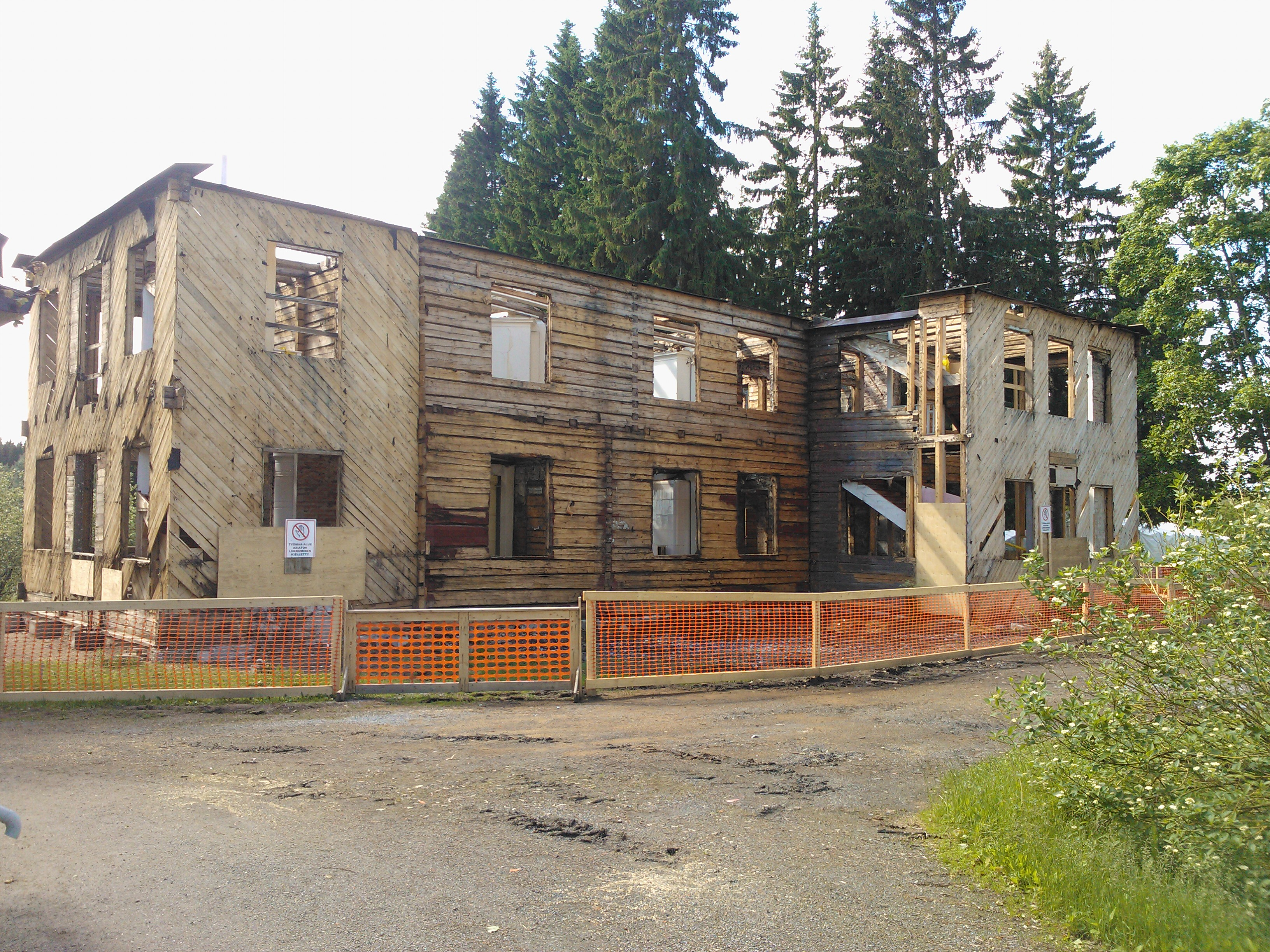
Дом настоятеля после пожара в 2012 году

18 марта 2012 года в монастыре произошёл сильный пожар, в котором сгорел верхний этаж настоятельского корпуса. Ущерб был оценен в 1,6 млн евро.
Пострадавшее здание было запланировано к восстановлению, в связи с чем летом 2012 года начались подготовительные работы.
Центром экономического развития, транспорта и окружающей среды Южного Саво (ELY) и Музейным ведомством Финляндии администрации монастыря было рекомендовано отреставрировать сохранившиеся при пожаре бревенчатый каркас и печи старого здания усадьбы, дополнив их новыми строительными материалами, но данный проект не нашёл поддержки у руководства монастыря, коммерческий директор которого Вейкко Халонен настаивает на полной замене всех конструкций здания.

### Ангар
В ночь с 22 на 23 января 2014 года возникло возгорание хозяйственных построек, находящихся при въезде в монастырь, близ жилого здания Sillankorva, используемого как VIP-гостиница. Имуществу монастыря был нанесён значительный ущерб.
25 января в Липери, в Северной Карелии, в связи с подозрением в поджоге полиция задержала сорокалетнего жителя Оутокумпу, который признался в совершении двух поджогов в Южном Саво на этой неделе.

## Настоятели
- Харитон (Дунаев), игумен (1940—1947)
- Иероним (Григорьев), игумен (1948—1952)
- Нестор (Киселенков), игумен (1952—1967)
- Симфориан (Матвеев), архимандрит (1969—1979)
- Пантелеимон (Сархо), архимандрит (1979—1997)
- Сергий (Раяполви), архимандрит (1997—9 ноября 2011)
- Арсений (Хейккинен), епископ (9 ноября 2011—2012) врио
- Сергий (Раяполви), архимандрит (22 ноября 2012—31 декабря 2021[29])
- Микаэль (Нуммела)[вд], архимандрит (избран 4 января 2022, чин поставления в настоятели — 23 января[30])